# Prevelly
Prevelly is een kustplaats in de regio South West in West-Australië. Het ligt aan de monding van de Margaret.

## Geschiedenis
In 1953 opende 'Prevelly Caravan Park'. In de jaren 1960 werd het gebied verkaveld en door de ontwikkelaars 'Prevelly Park' genoemd. In 1977 vroeg het lokale bestuur aan de overheid om er een dorp te stichten. Een jaar later werd Prevelly officieel gesticht.
Het dorp werd vernoemd naar het Preveliklooster op het Griekse eiland Kreta. Op vier juni 1979 opende in Prevelly een Griekse kapel. Geoffrey Edwards bouwde de kapel om de moed van de Griekse dorpsbewoners en monniken te herdenken. Ze hadden hem en andere soldaten tijdens de Tweede Wereldoorlog aan de Duitsers helpen ontsnappen.
In 2002 werd een pad door de duinen langs het strand tussen Prevelly en Gnarabup geopend. In 2015 werd gestart met werken om de erosie van het pad tegen te gaan.

## Beschrijving
Prevelly maakt deel uit van het lokale bestuursgebied (LGA) Shire of Augusta-Margaret River, waarvan Margaret River de hoofdplaats is. Gnarabup maakt deel uit van Prevelly.
In 2021 telde Prevelly 205 inwoners, tegenover 157 in 2006.
Het 'Cape to Cape'-wandelpad loopt langs Prevelly.

## Ligging
Prevelly ligt net ten zuiden van waar de Margaret in de Indische Oceaan uitmondt, 280 kilometer ten zuidzuidwesten van de West-Australische hoofdstad Perth, 50 kilometer ten noordnoordwesten van Augusta en een kleine 10 kilometer ten westen van het aan de Bussell Highway gelegen Margaret River.

## Klimaat
De streek kent een gematigd mediterraan klimaat met koel vochtige winters en hete droge zomers. Er valt jaarlijks tussen 850 en 1.200 mm neerslag.

## Externe links

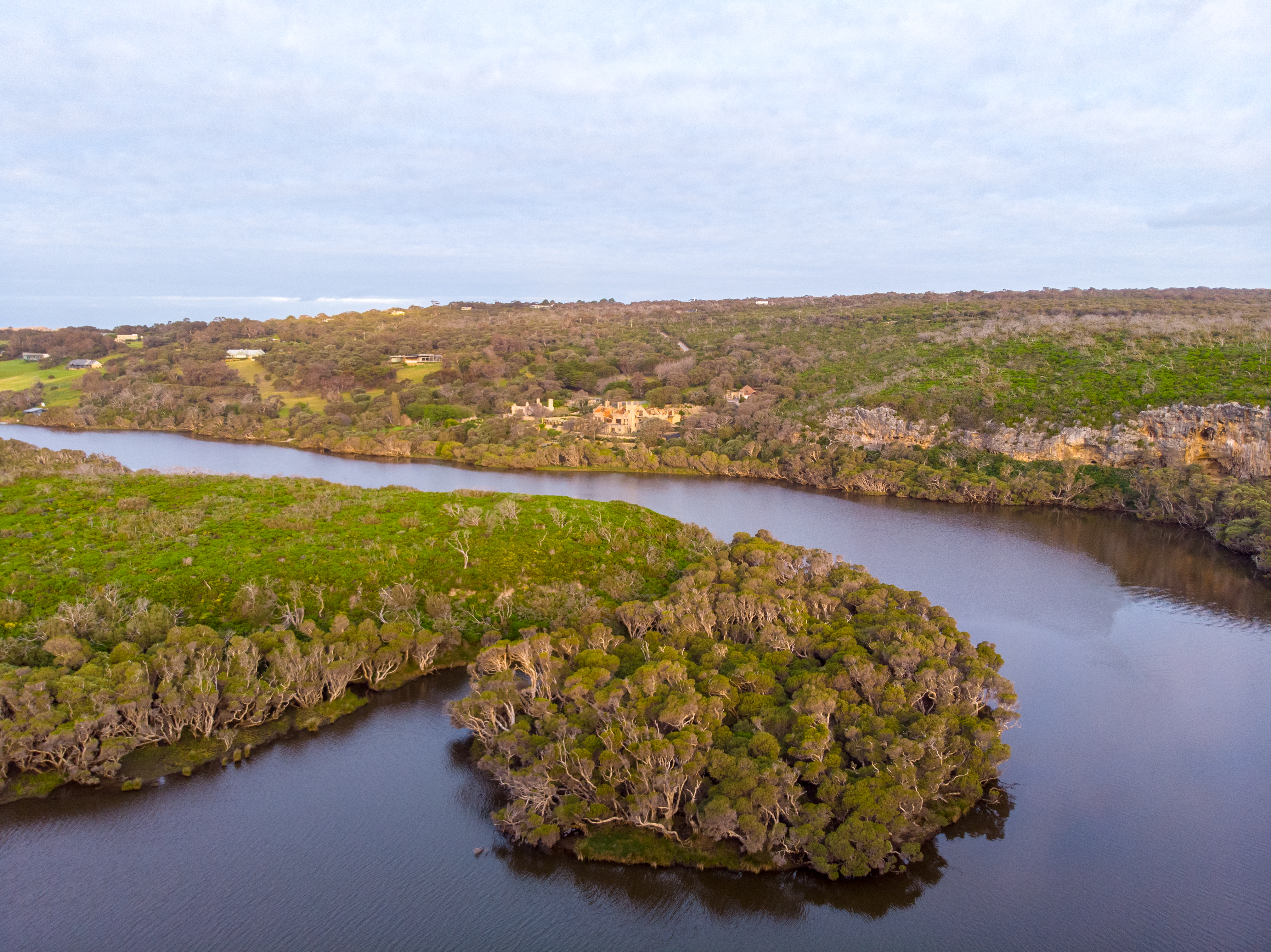
De Margaret nabij Prevelly